# Philodromus mineri
Philodromus mineri es una especie de araña cangrejo del género Philodromus, familia Philodromidae. Fue descrita científicamente por Gertsch en 1933.

## Distribución
Esta especie se encuentra en los Estados Unidos.